# Las Américas
Las Américas är en ort i Mexiko.   Den ligger i kommunen Amealco de Bonfil och delstaten Querétaro Arteaga, i den sydöstra delen av landet, 130 km nordväst om huvudstaden Mexico City. Las Américas ligger 2 667 meter över havet och antalet invånare är 126.
Terrängen runt Las Américas är kuperad åt sydost, men åt nordväst är den platt. Las Américas ligger uppe på en höjd. Runt Las Américas är det ganska tätbefolkat, med 78 invånare per kvadratkilometer. Närmaste större samhälle är Amealco, 1,2 km norr om Las Américas. I omgivningarna runt Las Américas växer huvudsakligen savannskog.